# Ferrovia Casetas-Bilbao
La ferrovia Casetas-Bilbao è una linea ferroviaria spagnola che unisce Bilbao alla valle dell'Ebro.

## Storia
Il 15 luglio 1857 la concessione per la costruzione di una linea ferroviaria da Tudela a Bilbao fu assegnata ad un consorzio d'investitori di quest'ultima città. Per i lavori venne contrattato l'ingegnere Charles Vignoles. Nel 1863 la linea fu aperta al traffico.
Tra il 1873 ed il 1875 la linea rimase chiusa a causa della seconda guerra carlista. Durante il conflitto l'infrastruttura riportò diversi danni.